# Muricella stellata
Muricella stellata is een zachte koraalsoort uit de familie Acanthogorgiidae. De koraalsoort komt uit het geslacht Muricella. Muricella stellata werd in 1910 voor het eerst wetenschappelijk beschreven door Nutting. 